# Hans Morfeldt
Hans Morfeldt (i riksdagen kallad Morfeldt i Eda glasbruk), född 18 maj 1879 i Eda församling, Värmlands län, död där 18 mars 1970, var en svensk socialdemokratisk politiker och glasblåsare.
Morfeldt var ledamot av riksdagens andra kammare samt av kommunfullmäktige och av ett flertal kommunala nämnder i Värmland.